# Monument Valley
A Monument Valley a Colorado-fennsík egy olyan területe, melyet a westernfilmekből jól ismert vörös, 150-300 méter magas táblahegyek és sziklatűk foglalnak el. A terület Arizona és Utah állam határán, a Négysarok régió (Four Corners) területén fekszik a Colorado folyótól délre. A völgy a navahó rezervátumban található, a törzs számára szent hely.

## Geológia
A Monument Valley a Colorado-fennsík része. A képződmények tanúhegyek, a fennsík eredeti magasságát jelölik ki. Ezeken láthatóak az eredeti kőzetrétegek, amelyek a fennsík nagy részén lekoptak. A legfelső réteg palás szerkezetű agyag, a középső homokkő, a legalsó pedig megint pala. Az aljzat aleurolit. A térség vöröses színét a mállott aleurolitban feldúsuló vas-oxid adja, a völgyekben mangán-oxidos kékesszürke elszíneződés is látható. Az alsó rétegek aleuritja jelentős urándúsulást is tartalmaz, ezt 1967-ig bányászták.
A völgy legismertebb sziklaformációi a két szembefordított egyujjas kesztyűhöz hasonló kiemelkedés, a West Mitten, az East Mitten valamint a Merrick Butte hármasa, a Három Nővér sziklatűhármas, a Totemoszlop sziklatű, a Sun's Eye és az Ear of the Wind sziklaívek.

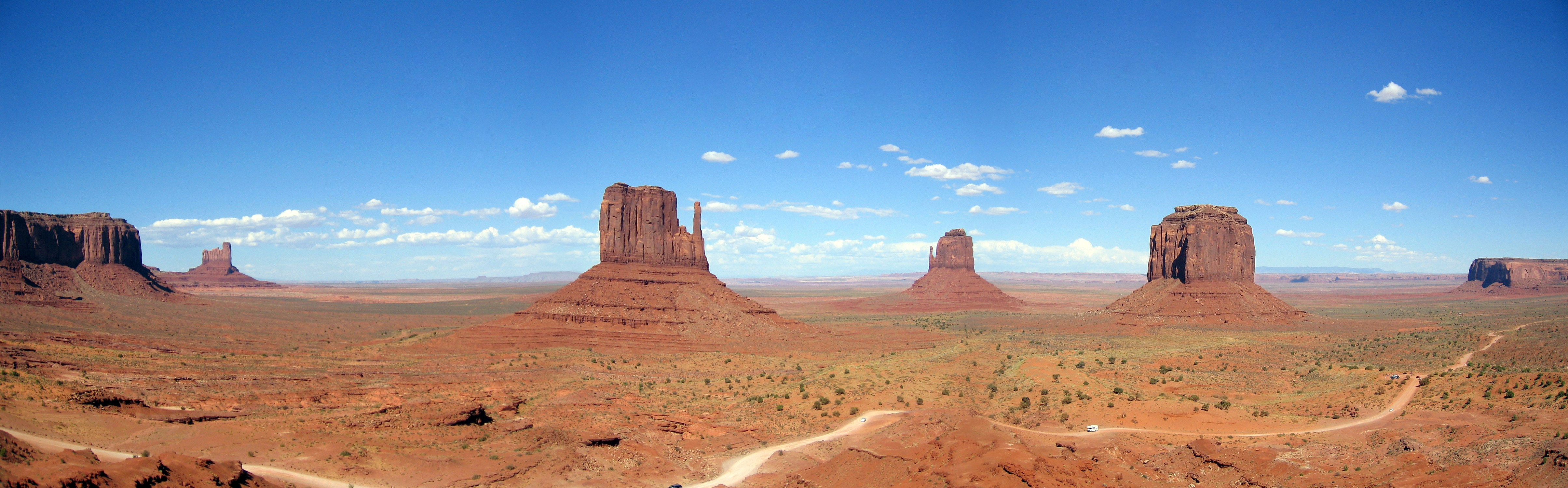
Panorámakép a Monument Valley-ről, köztük a West Mitten, az East Mitten és a Merrick Butte

## Turizmus
A Monument Valley jó része a környező Monument Valley Navaho törzsi parkban fekszik, ami a Nemzeti Park navaho megfelelője. A park bejáratánál egy látogatóközpont, ajándékbolt és étterem is található. A látogatók díj ellenében juthatnak be a parkba, és földúton végighajthatnak a 2-3 órás nyilvános útvonalon. A navahók által vezetett terepjárós túrákat is szerveznek, fejenként 40-100 dollár közötti árért. A park számos része csak vezetett túra keretében látogatható.